# Sidste Omgang
|  | Denne artikel er oprettet af botten Steenthbot ud fra en ekstern database. Den kan derfor have sproglige fejl eller mangler. Denne skabelon kan fjernes efter kontrol af indholdet. |

Sidste Omgang er en dansk børnefilm fra 2015 instrueret af Andrias Høgenni.

## Handling
En bror skal aflevere sin lillesøster til Odense Arrest, og det resulterer i deres sidste konfrontation

## Medvirkende
- Rasmus Borst, Han
- Agnes Jung, Hun